# .ni
.ni je vrhovna internetska domena (country code top-level domain - ccTLD) za Nikaragvu. Domenom upravlja Universidad Nacional del Ingernieria.

## Vanjske poveznice
- IANA .ni whois informacija  Arhivirana inačica izvorne stranice od 19. travnja 2006. (Wayback Machine)